# انجمن بین‌المللی گردانندگان گردشگری جنوبگان
انجمن بین‌المللی گردانندگان گردشگری جنوبگان در ۱۹۹۱ (میلادی) و با همکاری ۷ شرکت پدید آمد. آرمان پایه این انجمن "طرفداری و بهبود انجام کارها با ایمنی و سازگاری با محیط زیست با مسئولیت بخش خصوصی برای مسافرت‌های گردشگری در جنوبگان" است.
از هنگام آغاز به کار تا کنون، شمار اعضای این انجمن به بیش از ۱۰۰ شرکت رسیده است. همچنین گروه‌های گردشگری غیر عضو انجمن وجود دارند که ممکن است از راهنماهای ایمنی و محیط زیستی انجمن بین‌المللی گردانندگان گردشگری جنوبگان پیروی نکنند.
نیاز به انجمن‌ای چون انجمن بین‌المللی گردانندگان گردشگری جنوبگان، به خاطر ادعای مالکیت ارضی هفت کشور بر جنوبگان بود. اگرچه هیچ کشوری ادعای دیگری را به رسمیت نمی‌شناسد. در اصل در برخی موارد، چند کشور بر یک منطقه ادعای مالکیت دارند. بنابراین تشخیص اینکه چه سازمانی مسئول چه کاری است کار دشواری است. به همین دلیل گردشگری در جنوبگان تا اندازه زیادی مانند سازمان خود تنظیم است. پس به سازمانی چون انجمن بین‌المللی گردانندگان گردشگری جنوبگان نیاز است.